# Павел Владимиров
Павел Владимиров (14 август 1934 – 6 юли 1997), наричан по прякор Пальо, е български футболист, централен нападател. Един от най-изявените играчи в историята на Миньор (Перник). За клуба има общо 436 мача и 144 гола в шампионата. Голмайстор на А група през 1956 с 16 попадения. Има кратък престой и в ЦСКА (София).

## Кариера
Владимиров прекарва почти цялата си 18-годишна кариера в родния Миньор (Перник), с кратко прекъсване през 1957 г., когато облича екипа на ЦСКА (София), докато отбива военната си служба. С ЦСКА има 7 мача с 2 гола в А група и става шампион на България за 1957 г. Записва и 2 мача в КЕШ.
Владимиров дебютира за Миньор на 17 юни 1951 г. в мач срещу Спартак (Варна). През 1956 г. става голмайстор на А група с 16 попадения. До 1969 г., когато слага край на кариерата си, записва 333 мача и 100 гола за Миньор в А група, както и 103 мача с 44 гола в Б група. С отбора е финалист за Купата на България през 1958.
Има 2 мача за А националния отбор, 8 мача и 2 гола за Б националния отбор и 3 мача за младежкия национален отбор. Заслужил майстор на спорта.

## Статистика по сезони
| Сезон   | Отбор  | Първенство | Мачове | Голове |
| ------- | ------ | ---------- | ------ | ------ |
| 1951    | Миньор | А група    | 12     | 3      |
| 1952    | Миньор | А група    | 21     | 2      |
| 1953    | Миньор | А група    | 26     | 7      |
| 1954    | Миньор | А група    | 26     | 11     |
| 1955    | Миньор | А група    | 26     | 7      |
| 1956    | Миньор | А група    | 22     | 16     |
| 1957    | ЦСКА   | А група    | 7      | 2      |
| 1957    | Миньор | А група    | 4      | 4      |
| 1958    | Миньор | А група    | 10     | 1      |
| 1958/59 | Миньор | А група    | 20     | 4      |
| 1959/60 | Миньор | А група    | 22     | 4      |
| 1960/61 | Миньор | А група    | 26     | 14     |
| 1961/62 | Миньор | А група    | 22     | 6      |
| 1962/63 | Миньор | Б група    | 28     | 12     |
| 1963/64 | Миньор | Б група    | 33     | 18     |
| 1964/65 | Миньор | Б група    | 16     | 3      |
| 1965/66 | Миньор | Б група    | 26     | 11     |
| 1966/67 | Миньор | А група    | 28     | 7      |
| 1967/68 | Миньор | А група    | 27     | 6      |
| 1968/69 | Миньор | А група    | 27     | 8      |
| 1969/70 | Миньор | А група    | 14     | 0      |

## Треньорска кариера
След края на състезателната си кариера работи като треньор на Миньор, Хебър и Светкавица.